# Tyler Stites
Tyler Stites, né le 8 mars 1998 à Tucson (Arizona), est un coureur cycliste américain.

## Palmarès et résultats

### Palmarès par année
- 2016
  - 2e étape du Tour de l'Abitibi[1],[2]
- 2017
  - 1re étape du Tour Alsace (contre-la-montre par équipes)
- 2018
  - Chicken Dinner Road Race
  - 1re étape du Tour Alsace (contre-la-montre par équipes)
- 2019
  - 2e étape de la Valley of the Sun Stage Race[3]
- 2021
  - 2e étape de la Joe Martin Stage Race
  - 2e de la Crystal Cup
- 2022
  - Valley of the Sun Stage Race :
    - Classement général
    - 2e étape

  - Tucson Bicycle Classic :
    - Classement général
    - 2e et 3e étapes

  - Redlands Bicycle Classic :
    - Classement général
    - 3e étape (contre-la-montre)

  - 2e et 4e étapes du Tour of the Gila
  - 3e de la Joe Martin Stage Race
- 2023
  - Tucson Bicycle Classic : 
    - Classement général
    - Prologue (contre-la-montre)

  - Redlands Classic : 
    - Classement général
    - 3e étape (contre-la-montre)

  - Prologue du Tour de la Guadeloupe (contre-la-montre)
  - 1re étape de la Joe Martin Stage Race
  - 4e et 5e étapes du Tour de Beauce
  - 2e du Tour de Beauce
  - 2e de la Joe Martin Stage Race
  - 3e du Tour de la Guadeloupe
- 2024
  - Grand Prix international de Rhodes
  - Redlands Bicycle Classic : 
    - Classement général
    - 1re et 3e (contre-la-montre) étapes

  - Tour of the Gila : 
    - Classement général
    - 3e étape (contre-la-montre)

  - 1re étape du Tour de Beauce
  - Gastown Grand Prix
  - 2e du championnat des États-Unis du contre-la-montre
  - 2e du Tour de Beauce

### Classements mondiaux
| Année                                 | 2018  | 2019  | 2020 | 2021  | 2022 | 2023 | 2024 |
| ------------------------------------- | ----- | ----- | ---- | ----- | ---- | ---- | ---- |
| Classement mondial                    | 2356e | 1677e | nc   | 1390e | 484e | 381e | 457e |
| UCI Europe Tour                       | 2144e |       |      |       |      |      |      |
| UCI America Tour                      | 322e  | 249e  | nc   | 218e  | 39e  | 37e  | 44e  |
|                                       |       |       |      |       |      |      |      |
| Légende : nc = non classéSource : UCI |       |       |      |       |      |      |      |